# Пошага
Пошага (рум. Poșaga) — коммуна в составе жудеца Алба (Румыния).

## Состав
В состав коммуны входят следующие населённые пункты (данные о населении за 2002 год)::
- Пошага-де-Жос (рум. Poșaga de Jos) — 486  жителей — административный центр коммуны

- Сегаджа (рум. Săgagea) — 300 жителей
- Пошага-де-Сус (рум. Poșaga de Sus) — 245 жителей
- Лунка  (рум. Lunca) — 208 жителей
- Орэшти (рум. Orăști) — 126 жителей
- Корцешти (рум. Corțești) — 18 жителей
- Инцешти (рум. Incești) — 58 жителей

## География
Коммуна расположена в 303 км к юго-западу от Бухареста, 40 км к северу от Алба-Юлии, 40 км к югу от Клуж-Напока.

## Население
По данным переписи населения 2002 года в коммуне проживали 1383 человек.

### Национальный состав
| Национальность | Кол-во человек | Процент |
| -------------- | -------------- | ------- |
| Румыны         | 1382           | 99,9%   |
| Венгры         | 1              | 0,1%    |

### Родной язык
| Язык       | Кол-во человек | Процент |
| ---------- | -------------- | ------- |
| Румынский  | 1382           | 99,9%   |
| Венгерский | 1              | 0,1%    |

### Вероисповедание
| Вероисповедание | Кол-во человек | Процент |
| --------------- | -------------- | ------- |
| Православные    | 1222           | 88,4%   |
| Греко-католики  | 153            | 11,1%   |
| Не указали      | 3              | 0,2%    |